# أندرو آدامز
أندرو آدامز (بالإنجليزية: Andrew Adams) هو قاضي ومحامي وسياسي أمريكي، ولد في 7 يناير 1736 في الولايات المتحدة، وتوفي في 26 نوفمبر 1797 في ليتشفيلد في الولايات المتحدة. انتخب عضو مجلس نواب كونيتيكت.